# 日鉄トピーブリッジ
日鉄トピーブリッジ株式会社（にってつトピーブリッジ、英文社名 Nippon Steel Topy Bridge Co., Ltd.）は、かつて存在した建設業者。
新日鉄住金エンジニアリング（現・日鉄エンジニアリング）とトピー工業が共同で出資し、橋梁建設を中心に手がけていた。2016（平成28）年をもって解散した。

## 概要
鉄鋼メーカー新日鐵住金（現・日本製鉄）傘下の建設業者・新日鉄住金エンジニアリングと、新日鐵住金系列の鉄鋼メーカー・トピー工業が共同で出資する企業であった。新日鉄エンジニアリングの日本国外における橋梁事業と、同社傘下で国内橋梁事業を行う日鉄ブリッジ、トピー工業傘下で橋梁事業を行うトピー鉄構が2010年（平成22年）に統合して発足した。
道路橋や鉄道橋などの鋼製橋梁や、桟橋などに利用されるジャケット構造物などの海洋構造物の製作・施工を行っていた。
本社は愛知県豊橋市に所在するトピー工業豊橋製造所構内。製造拠点は、同じく豊橋製造所構内にある豊橋工場と、福岡県北九州市にある若松工場の2か所。

## 沿革
- 2001年（平成13年） - 新日鉄の橋梁・鋼製構造物製造部門が分社化され、日鉄ブリッジ株式会社発足。
- 2006年（平成18年）7月1日 - 新日鉄が建設部門を新日鉄エンジニアリングとして分社化。
- 2007年（平成19年）4月1日 - 日鉄ブリッジが、新日鉄エンジニアリングの国内向け橋梁・鋼製構造物事業を継承[1]。
- 2008年（平成20年）1月21日 - トピー工業が、トピーテクノ株式会社を設立。
- 2008年（平成20年）7月1日 - トピーテクノがトピー工業の鉄構事業（橋梁・鋼製構造物の製作など）を継承し、トピー鉄構株式会社に社名変更。
- 2010年（平成22年）4月1日 - 新日鉄エンジニアリングの海外橋梁・鋼製構造物事業と、日鉄ブリッジ・トピー鉄構が統合（存続会社は日鉄ブリッジ）し、日鉄トピーブリッジ株式会社が発足[2]。
- 2012年（平成24年）1月27日 - 新日鉄エンジニアリングが、日鉄トピーブリッジの新規受注活動の停止を発表[3]。
- 2016年（平成28年）3月 - 新日鉄住金エンジニアリングの橋梁事業撤退に伴い、会社解散[4]。

## 事業内容
- 鋼製橋梁の製作・架設事業、橋梁商品事業、スタッド事業、海洋鋼構造物（防波堤・桟橋等）製作事業